# Schnelldorf
Schnelldorf è un comune tedesco di 3 551 abitanti, situato nel land della Baviera.